# SPENS
Das SPENS (serbisch-kyrillisch СПЕНС) ist ein Sport-, Veranstaltungs- und Geschäftskomplex in der zweitgrößten serbischen Stadt Novi Sad. SPENS ist die landläufige Bezeichnung für das Sport- und Geschäftszentrum „Vojvodina“ (serbisch Спортски и пословни центар Војводина Sportski i poslovni centar Vojvodina).

## Geschichte
Das Akronym SPENS geht zurück auf den Anlass seines Baus, die Tischtennisweltmeisterschaft 1981 (serbisch Стонотениско Првенство Нови Сад Stonotenisko Prvenstvo Novi Sad). Das SPENS liegt südöstlich des Stadtzentrums. Der Komplex umfasst zahlreiche Sport- und Veranstaltungsstätten sowie Tagungsräume, von denen der Große Saal (Velika dvorana) mit etwa 7.022 Plätzen die größte Zuschauerkapazität besitzt. Dort wurden auch Spiele der Vor- und Hauptrunde der Handball-Europameisterschaft der Männer 2012 ausgetragen.
In der angeschlossenen Eissporthalle (Ledena dvorana), die die Heimspielstätte des HK Vojvodina Novi Sad ist und des HK Novi Sad war, fanden unter anderem die Turniere der U18-Junioren-Weltmeisterschaft der Division II B 2012 und die Herren-Eishockey-Weltmeisterschaft der Division II A 2009 sowie Spiele des IIHF Continental Cups statt.
Der Betreiber des SPENS, das öffentliche Unternehmen JP Sportski i poslovni centar „Vojvodina“ ist auch Eigentümer des Sportzentrums Sajmište (serbisch Спортски центар „Сајмиште“ Sportski centar „Sajmište“) im Westen der Stadt. Hier gibt es neben verschiedenen Sportplätzen einer weiteren Halle für 1.500 Zuschauer und einem weiteren Freibad.

## Sport- und Veranstaltungsstätten
| Bezeichnung (deutsch)      | Bezeichnung (serbisch/lateinisch) | Veranstaltungs- fläche  | Plätze |
| -------------------------- | --------------------------------- | ----------------------- | ------ |
| Großer Saal                | Velika dvorana                    | 3.000 m²                | 8.000  |
| Kleiner Saal               | Mala dvorana                      | 1.375 m²                | 1.030  |
| Eishalle                   | Ledena dvorana                    | 2.730 m²                | 1.623  |
| Judohalle                  | Džudo dvorana                     | 777 m²                  | 305    |
| Boxhalle                   | Boks dvorana                      | 320 m²                  |        |
| Tischtennishalle           | Stonoteniska dvorana              | 1.824 m²                | 305    |
| Ringerhalle                | Dvorane za rvanje                 | 146 m²                  |        |
| Schwimmhalle (zwei Becken) | Zatvoreni bazeni                  | 50 m × 25 m 20 m × 12 m | 1.000  |
| Freibad                    | Otvoreni bazen                    | 50 m × 21 m             | 1.500  |
| Bowlingbahn                | Kuglana                           | 492 m² (8 Bahnen)       | 200    |
| Schießstand                | Streljana                         | 493 m²                  | 100    |
| Tennisplätze               | Tenis tereni                      | 9.000 m² (11 Felder)    |        |

## Galerie

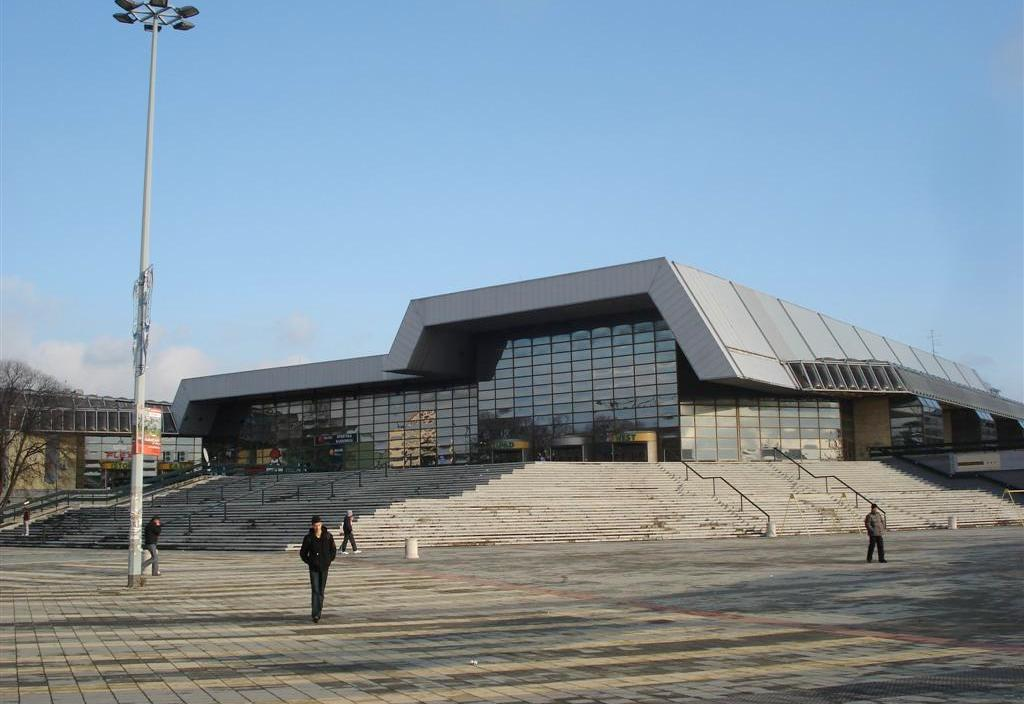
Das SPENS im Dezember 2008
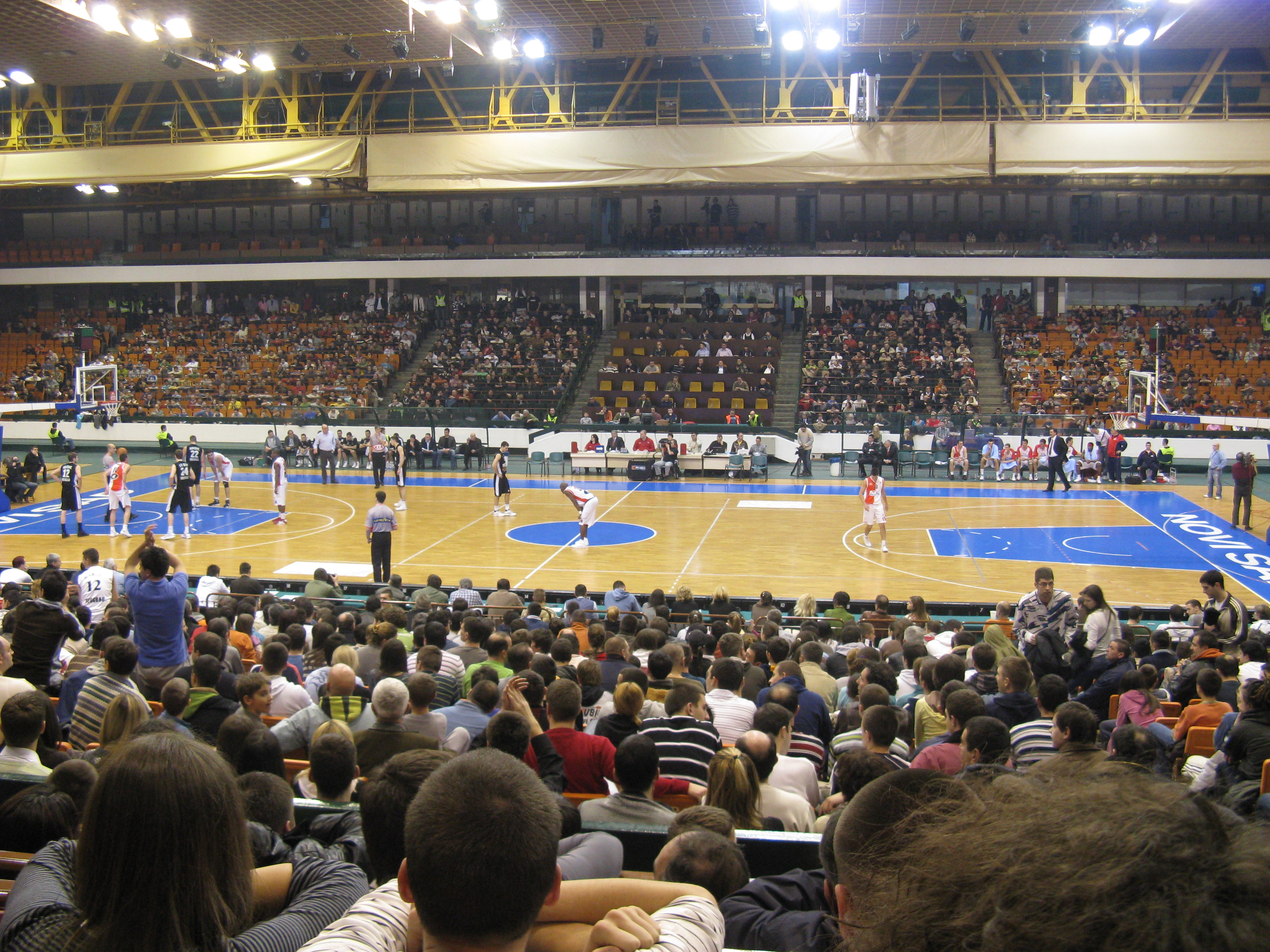
Basketballspiel im SPENS zwischen dem KK Vojvodina Novi Sad und dem KK Partizan Belgrad am 28. Februar 2009
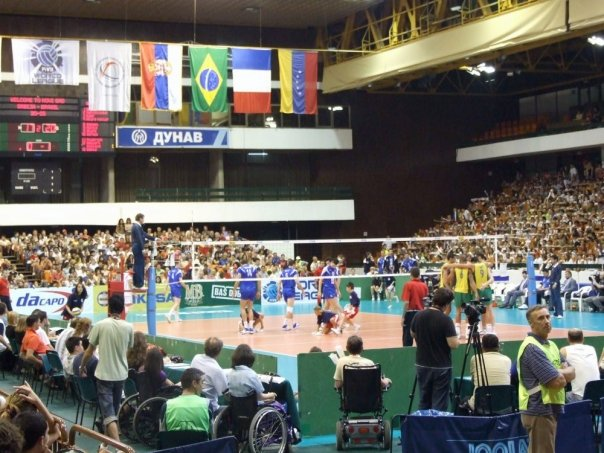
Der Innenraum während einer Partie der Volleyball-Weltliga 2008 zwischen Serbien und Brasilien
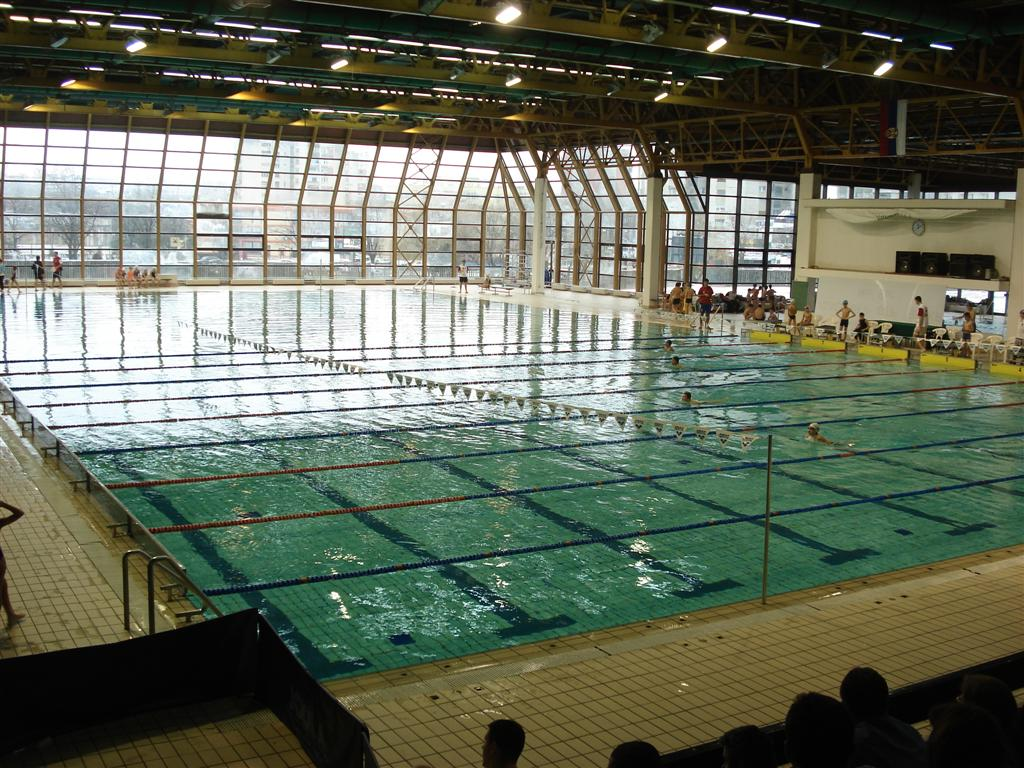
Die Schwimmhalle des SPENS